# Clairon (orgue)
Pour les articles homonymes, voir Clairon (homonymie).

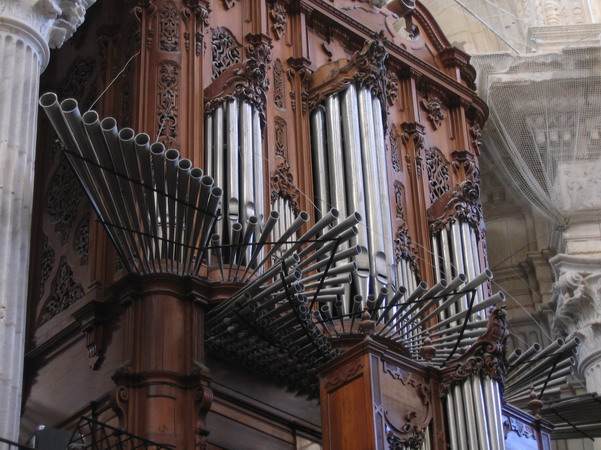
Jeux d'anche en chamade sur un orgue espagnol (Cadix).

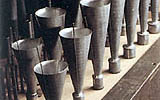
Jeu d'orgue de clairon.

Le clairon est un jeu d'orgue appartenant à la famille des jeux d'anche.
Il appartient à la même famille de timbre que la trompette et la bombarde, avec lesquelles il forme la « batterie d'anches ». Le jeu de clairon fait toujours quatre pieds  il s'agit donc du jeu de la batterie d'anche le plus aigu. On peut rencontrer le clairon en deux pieds mais ordinairement réservé à la pédale.
Généralement construit en étain, il peut quelquefois exister en cuivre. Dans l'orgue romantique et contemporain, les tuyaux peuvent avoir un résonateur de double longueur ; il s'agit alors d'un clairon harmonique, largement employé par le célèbre facteur d'orgue français Aristide Cavaillé-Coll (XIXe siècle).
Dans les dessus, les anches devenant trop fines, ou bien on fait une reprise en 8' ou bien on continue en 4' avec des tuyaux de fonds.
Sa sonorité puissante rappelle plus ou moins celle de son homonyme instrumental.
Placé horizontalement sur la façade de l'instrument, il est rebaptisé « clairon en chamades » ou plus communément « Chamades 4’ ».